# Pechtón
Pechtón är en ort i Mexiko.   Den ligger i kommunen Larráinzar och delstaten Chiapas, i den sydöstra delen av landet, 700 km öster om huvudstaden Mexico City. Pechtón ligger 2 209 meter över havet och antalet invånare är 106.
Terrängen runt Pechtón är huvudsakligen kuperad, men norrut är den bergig. Runt Pechtón är det ganska tätbefolkat, med 166 invånare per kvadratkilometer. Närmaste större samhälle är Bochil, 16,4 km nordväst om Pechtón. I omgivningarna runt Pechtón växer i huvudsak städsegrön lövskog.